# Lars Christoffersen
Lars Christoffersen, er en dansk fodbolddommer, der dømmer i den danske Superliga.

## Karriere

### Nationalt
I 2008 var Lars Christoffersen nomineret til Årets Fodbolddommer ved Dansk Fodbold Award. 
I maj 2012 dømte Christoffersen sin første pokalfinale, da han dømte opgøret mellem AC Horsens og FC København som FC København vandt 1-0.

### Internationalt
I 2007 blev han af DBU's Elitedommergruppe indstillet til at være FIFA-dommer, hvilket han blev godkendt til fra 2008 sæsonen. Efter to sæsoner i FIFA's laveste kategori, blev Lars Christoffersen i 2010 rykket op som kategori 2-dommer, hvor var indrangeret frem til 2012, hvor han rykkede et trin ned. Ved ingrangeringen for 2014 mistede Christoffersen sin status som FIFA-dommer..

## Statistik
| Sæson   | Antal kampe | Total advarsler ! Advarsler pr. kamp | Total udvisninger | Udvisninger pr. kamp |      |
| ------- | ----------- | ------------------------------------ | ----------------- | -------------------- | ---- |
| 2005/06 | 10          | 21                                   | 2,1               | 1                    | 0,10 |
| 2006/07 | 16          | 58                                   | 3,63              | 4                    | 0,25 |
| 2007/08 | 15          | 50                                   | 3,33              | 3                    | 0,20 |
| 2008/09 | 21          | 72                                   | 3,43              | 3                    | 0,14 |
| 2009/10 | 15          | 42                                   | 2,8               | 2                    | 0,13 |
| 2010/11 | 16          | 46                                   | 2,88              | 2                    | 0,13 |
| 2011/12 | 9           | 36                                   | 4,00              | 2                    | 0,22 |
| Total   | 102         | 325                                  | 3,19              | 17                   | 0,17 |

Opdateret pr. 2. januar 2012